# Mistrzostwa Rosji w szachach 2007
Mistrzostwa Rosji w szachach 2007 – turniej szachowy rozegrany w Moskwie w dniach 17 – 30 grudnia 2007, którego zwycięzcą został Aleksander Morozewicz uzyskując 8 punktów w 11 partiach oraz wynik rankingowy 2817 pkt. Interesujące jest, iż Morozewicz czarnymi uzyskał lepszy rezultat niż białymi:
- białym kolorem +3-2 (wynik rankingowy 2715)
- czarnym kolorem +4=2 (wynik rankingowy 2924)
- sumarycznie +7-2=2 (wynik rankingowy 2817)

Przegrane Morozewicza to partie białym kolorem z Aleksiejem Driejewem i Nikitą Witiugowem.

## Wyniki końcowe
| Miejsce | Zawodnicy             | Ranking | Liczba punktów | Punktacja dodatkowa |
| ------- | --------------------- | ------- | -------------- | ------------------- |
| 1       | Aleksander Morozewicz | 2755    | 8              | -                   |
| 2       | Aleksander Griszczuk  | 2715    | 7              | -                   |
| 3       | Jewgienij Tomaszewski | 2646    | 6½             | -                   |
| 4       | Aleksiej Driejew      | 2607    | 5½             | 32,25               |
| 5       | Ernesto Inarkiew      | 2674    | 5½             | 29,50               |
| 6       | Nikita Witiugow       | 2594    | 5½             | 29,50               |
| 7       | Konstantin Sakajew    | 2634    | 5½             | 29,00               |
| 8       | Dmitrij Jakowienko    | 2710    | 5½             | 28,75               |
| 9       | Piotr Swidler         | 2732    | 5              | -                   |
| 10      | Farruch Amonatow      | 2637    | 4½             | -                   |
| 11      | Andriej Ryczagow      | 2528    | 4              | -                   |
| 12      | Artiom Timofiejew     | 2637    | 3½             | -                   |

Liczba partii remisowych była niewielka - 30, czarne i białe wygrały po 18 razy, w sumie rozegrano 66 partii. Jest to drugi tytuł mistrza Rosji w karierze Morozewicza (poprzednio zwyciężył on w 1998 roku).